# رضوان
رضوان هو مهرجان يستمر اثني عشر يومًا في الديانة البهائية إحياءً لذكرى إعلان بهاء الله أنه مظهر من مظاهر الله. في التقويم البهائي، يبدأ عند غروب الشمس في اليوم الثالث عشر من جلال، والذي يترجم إلى العشرين أو الحادي والعشرين من أبريل، اعتمادًا على تاريخ الاعتدال الربيعي في مارس (شهر واحد بالضبط في التقويم الغريغوري بعد الاعتدال الربيعي). في عام 2025، يبدأ في مساء يوم 20 أبريل. في الأيام الأول والتاسع والثاني عشر من شهر الرضوان يجب تعليق العمل والدراسة.
سُميت رضوان نسبةً إلى حديقة رضوان في بغداد، حيث أقام بها بهاء الله لمدة اثني عشر يومًا بعد أن نفاه العثمانيون من المدينة قبل أن يسافر إلى القسطنطينية.
إنه أقدس مهرجان بهائي، ويشار إليه أيضًا باسم "المهرجان الأعظم" و"ملك المهرجانات".

## تاريخ

### سياق
في عام 1844 أعلن علي محمد الشيرازي أنه الباب ( الكلمة العربية التي تعني "البوابة")، وهو مفهوم ديني شيعي إثني عشري. ولذلك عُرف أتباعه بالبابيين. قدمت كتابات الباب مفهوم " من يظهره الله "، وهي شخصية مسيانية أُعلن عن مجيئها، وفقًا للبهائيين، في الكتب المقدسة لجميع الديانات الكبرى في العالم.
ادعى بهاء الله أن مهمته باعتباره الموعود من الباب، قد كشفت له في عام 1852 أثناء سجنه في السجن المعروف باسم الحفرة السوداء في قاجار إيران. بعد إطلاق سراحه من الحفرة السوداء، نُفي بهاء الله من الأراضي القاجارية واستقر في بغداد، التي أصبحت مركز النشاط البابي. على الرغم من أنه لم يعلن صراحة عن هذه الوصية النبوية، إلا أنه أصبح بشكل متزايد زعيمًا للمجتمع البابي.
وقد أدى صعود مكانة بهاء الله في المدينة، وإحياء المجتمع البابي الفارسي، إلى جذب انتباه أعدائه من العلماء وحكومة القاجار. وقد نجحوا في نهاية المطاف في إقناع الحكومة العثمانية باستدعاء بهاء الله من بغداد إلى إسطنبول.

### حديقة النجيبية

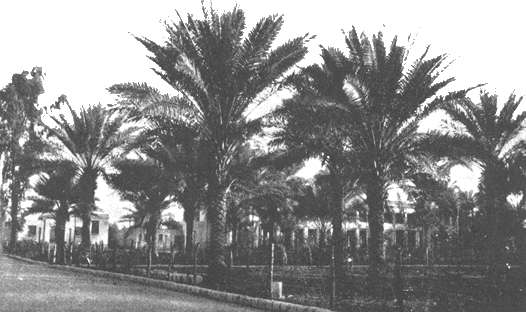
حديقة الرضوان، بغداد

قبل أن يغادر بهاءالله إلى القسطنطينية، جاء العديد من الزوار لزيارته. ولكي يتمكن عائلته من الاستعداد للرحلة، وليتمكن من استقبال كل هؤلاء الزوار، قرر الانتقال إلى حديقة الرضوان على الجانب الآخر من نهر دجلة من بغداد. دخل الحديقة في 22 أبريل 1863 (بعد 31 يومًا من عيد النوروز، الذي يحدث عادةً في 21 مارس) برفقة أبنائه عبد البهاء، وميرزا مهدي، وميرزا محمد علي، وسكرتيره ميرزا آقا جان، وبعض الآخرين، وأقام هناك لمدة أحد عشر يومًا.
وبعد وصوله إلى الحديقة، أعلن بهاء الله عن مهمته ومكانته لأول مرة لمجموعة صغيرة من العائلة والأصدقاء. إن طبيعة وتفاصيل إعلان بهاء الله غير معروفة على وجه الدقة. يُقال إن بهية خانوم قالت إن بهاء الله أبلغ مطالبه لابنه عبد البهاء وأربعة آخرين. في حين أن بعض البابيين قد توصلوا إلى إدراك أن بهاء الله كان يدعي أنه الموعود من خلال العديد من الملاحظات والتلميحات التي أدلى بها خلال الأشهر القليلة الأخيرة من وجوده في بغداد، يبدو أن معظم البابيين الآخرين لم يكونوا على علم بادعاء بهاء الله حتى بضع سنوات لاحقة أثناء وجوده في أدرنة.
وعلى مدى الأحد عشر يومًا التالية، استقبل بهاء الله الزوار، بمن فيهم حاكم بغداد. لم تتمكن عائلة بهاءالله من الانضمام إليه حتى 30 أبريل، وهو اليوم التاسع، حيث ارتفع منسوب النهر مما جعل السفر إلى الحديقة صعبًا، على الرغم من أن فيضان النهر لم يستمر سوى تسعة أيام وكان معتدلًا نسبيًا. وفي اليوم الثاني عشر من إقامتهم في الحديقة، غادر بهاء الله وعائلته الحديقة وبدأوا رحلتهم إلى القسطنطينية.

## مهرجان
في كتاب الأقدس، الذي كتبه عام 1873، رسّم بهاء الله عيد الرضوان كواحد من "العيدين الأعظمين"، إلى جانب إعلان الباب. ثم حدد الأيام الأول والتاسع والثاني عشر لتكون أيامًا مقدسة؛ وهذه الأيام تمثل أيام وصول حضرة بهاء الله، ووصول عائلته، ومغادرتهم حديقة الرضوان على التوالي.
يُحتفل بمهرجان الرضوان وفقًا للتقويم البهائي، ويبدأ في اليوم الثاني والثلاثين من السنة البهائية، والذي يصادف 20 أو 21 أبريل. ويبدأ المهرجان في العادة قبل ساعتين من غروب الشمس في ذلك اليوم، وهو ما يرمز إلى الوقت الذي دخل فيه بهاء الله الحديقة. في الأيام الأول والتاسع والثاني عشر، والتي هي أيام مقدسة لدى البهائيين، يُحظر العمل. في الوقت الحاضر، يُحتفل بالأيام المقدسة الثلاثة عادةً من خلال تجمع مجتمعي حيث يتم مشاركة الصلوات، ويتبع ذلك الاحتفال.

## دلالة
إن الوقت الذي قضاه بهاء الله في حديقة الرضوان في إبريل 1863، والمهرجان والاحتفال المرتبط به، له أهمية كبيرة بالنسبة للبهائيين. يصفه بهاء الله بأنه أحد "العيدين الأعظمين" ويصف اليوم الأول بأنه "يوم السعادة العليا" ثم يصف حديقة الرضوان بأنها "البقعة التي أشرق منها على الخلق أجمعين بهاء اسمه الرحمن الرحيم".
المهرجان له أهمية بسبب إعلان بهاء الله الخاص لعدد قليل من أتباعه أنه "من يظهره الله" ومظهر من مظاهر الله، وبالتالي فإنه يشكل نقطة البداية للبهائية المتميزة عن البابية. وهو مهم أيضًا لأن بهاء الله غادر منزله في بغداد، والذي أطلق عليه اسم "البيت الأعظم"، ليدخل حديقة الرضوان. يقارن بهاء الله هذا الانتقال من البيت الأعظم إلى حديقة الرضوان بهجرة محمد.
وعلاوة على ذلك، خلال اليوم الأول لحضرة بهاء الله في الحديقة، أصدر ثلاثة إعلانات أخرى: (1) إلغاء الحرب الدينية، التي كانت مسموح بها في ظل ظروف معينة في الإسلام والعقيدة البابية؛ (2) أنه لن يكون هناك ظهور آخر لله لمدة 1000 عام أخرى؛ و(3) أن جميع أسماء الله تتجلى بشكل كامل في كل الأشياء. تظهر هذه التصريحات في نص كتب بعد عدة سنوات من عام 1863، والذي ضُمن في مجموعة أيام الذكرى (القسم 9). يذكر نادر سعيدي أن هذه المبادئ الثلاثة "مؤكدة وموضحة ومؤسسية" في Kitab-i-Aqdas، الذي اكتمل في عام 1873.

## النصوص ذات الصلة
لقد كتب حضرة بهاءالله طوال حياته العديد من الألواح والصلوات بمناسبة الرضوان، ومن بينها ما يلي:
- Lawh-i Húr-i ʻUjáb (Tablet of the Maid of Heaven)[19]
- Lawh-i ʻÁshiq vaMaʻshúq (Tablet of the Lover and the Beloved)
- Súrih-i Qalam (Súrih of the Pen)

وقد نُشرت هذه والعديد من الأناشيد الأخرى في المجلد الذي يحمل عنوان أيام الذكرى.

## الانتخابات البهائية
كما أن فترة الرضوان هي الوقت الذي تجرى فيه الانتخابات البهائية للمجالس الروحية المحلية والوطنية كل عام، وكذلك انتخاب بيت العدل الأعظم كل خمس سنوات.

## رسائل رضوان
كل عام، خلال شهر الرضوان، يرسل بيت العدل الأعظم "رسالة الرضوان" إلى المجتمع البهائي العالمي، والتي تتطلع عمومًا إلى العام السابق، وتقدم المزيد من التوجيه للعام المقبل.

## الملاحظات والاقتباسات

### الاستشهادات
1. ↑  Smith، Peter (2000). "Ridvan". A concise encyclopedia of the Bahá'í Faith. Oxford: Oneworld Publications. ص. 296–297. ISBN:1-85168-184-1.
2. ↑  "Baha'i Dates 172–221 B.E." (PDF). Baha'i Library (بالإنجليزية الأمريكية). Retrieved 2018-04-20.
3. ↑  "Regarding the Implementation of the Badi' Calendar".
4. ↑  Esslemont, J.E. (1980). Bahá'u'lláh and the New Era (ط. 5th). Wilmette, Illinois, USA: Bahá'í Publishing Trust. ص. 182–183. ISBN:0-87743-160-4. مؤرشف من الأصل في 2024-11-30.
5. ↑  Taherzadeh، Adib (1976). The Revelation of Bahá'u'lláh, Volume 1. Oxford, UK: George Ronald. ص. 259. ISBN:0-85398-270-8. مؤرشف من الأصل في 2018-08-24.
6. ↑  Hutter، Manfred (2005). "Bābīs". في Ed. Lindsay Jones (المحرر). Encyclopedia of Religion (ط. 2nd). Detroit: Macmillan Reference USA. ج. 2. ص. 727–729. ISBN:0-02-865733-0.
7. ↑  Esslemont, J.E. (1980). Baháʼu'lláh and the New Era (ط. 5th). Wilmette, Illinois, USA: Baháʼí Publishing Trust. ISBN:0-87743-160-4. مؤرشف من الأصل في 2025-02-27.
8. ↑  Hutter، Manfred (2005). "Bābīs". في Ed. Lindsay Jones (المحرر). Encyclopedia of Religion (ط. 2nd). Detroit: Macmillan Reference USA. ج. 2. ص. 727–729. ISBN:0-02-865733-0.Hutter, Manfred (2005). "Bābīs". In Ed. Lindsay Jones (ed.). Encyclopedia of Religion. Vol. 2 (2nd ed.). Detroit: Macmillan Reference USA. pp. 727–729. ISBN 0-02-865733-0.
9. ↑  Ma'sumian، Bijan (Fall 1993). "Baha'u'llah's Seclusion in Kurdistan". Deepen Magazine. ج. 1 ع. 1: 18–26. مؤرشف من الأصل في 2025-03-11.
10. ↑  "The Baháʼí Faith". Britannica Book of the Year. Chicago: Encyclopædia Britannica. 1988. ISBN:0-85229-486-7.
11. ↑  Taherzadeh، Adib (1976). The Revelation of Bahá'u'lláh, Volume 1. Oxford, UK: George Ronald. ص. 259. ISBN:0-85398-270-8. مؤرشف من الأصل في 2018-08-24.Taherzadeh, Adib (1976). The Revelation of Bahá'u'lláh, Volume 1. Oxford, UK: George Ronald. p. 259. ISBN 0-85398-270-8.
12. ↑  Walbridge، John (2005). Sacred Acts, Sacred Space, Sacred Time. Oxford, UK: George Ronald. ISBN:0-85398-406-9. مؤرشف من الأصل في 2025-04-05.
13. 1 2 3 4  Walbridge، John (2005). Sacred Acts, Sacred Space, Sacred Time. Oxford, UK: George Ronald. ISBN:0-85398-406-9. مؤرشف من الأصل في 2025-04-05.Walbridge, John (2005). Sacred Acts, Sacred Space, Sacred Time. Oxford, UK: George Ronald. ISBN 0-85398-406-9.
14. ↑  Charles Issawi Bayard Dodge Professor of Near Eastern Studies Princeton University (14 يوليو 1988). The Fertile Crescent, 1800–1914: A Documentary Economic History: A Documentary Economic History. Oxford University Press, USA. ص. 105. ISBN:978-0-19-536421-7. مؤرشف من الأصل في 2023-10-10.
15. ↑  Universal House of Justice (1992). "Notes". The Kitáb-i-Aqdas. Wilmette, Illinois, USA: Bahá'í Publishing Trust. ص. 213–225. ISBN:0-85398-999-0.
16. ↑  Universal House of Justice (1992). "Notes". The Kitáb-i-Aqdas. Wilmette, Illinois, USA: Bahá'í Publishing Trust. ص. 213–225. ISBN:0-85398-999-0.Universal House of Justice (1992). "Notes". The Kitáb-i-Aqdas. Wilmette, Illinois, USA: Bahá'í Publishing Trust. pp. 213–225. ISBN 0-85398-999-0.
17. ↑  Baháʼu'lláh (1992) [1873]. The Kitáb-i-Aqdas: The Most Holy Book. Wilmette, Illinois, USA: Bahá'í Publishing Trust. ص. 59. ISBN:0-85398-999-0. مؤرشف من الأصل في 2024-12-03.
18. ↑  Saiedi، Nader (2000). Logos and Civilization – Spirit, History, and Order in the Writings of Bahá'u'lláh. USA: University Press of Maryland and Association for Baha'i Studies. ص. 243–258. ISBN:1883053609. OL:8685020M.
19. ↑  Smith, Peter (2000). "Bahá'u'lláh, writings of". A Concise Encyclopedia of the Bahá'í Faith. A concise encyclopedia of the Bahá'í Faith (بالإنجليزية). Oxford: Oneworld Publications. pp. 79–86. ISBN:1-85168-184-1. Archived from the original on 2025-01-15. Retrieved 2025-04-28.
20. 1 2  Smith، Peter (2000). "Ridvan". A concise encyclopedia of the Bahá'í Faith. Oxford: Oneworld Publications. ص. 296–297. ISBN:1-85168-184-1.Smith, Peter (2000). "Ridvan". A concise encyclopedia of the Bahá'í Faith. Oxford: Oneworld Publications. pp. 296–297. ISBN 1-85168-184-1.

## قراءة إضافية
- المركز البهائي العالمي (2017). أيام الذكرى – مختارات من كتابات حضرة بهاءالله للأيام المقدسة البهائية .
- وثائق ذات صلة بمكتبة البهائيين على الإنترنت

## روابط خارجية
- مجموعة عن رضوان